# Аттакотты
Аттакотты, аттакоты, аттикоты, атегутты (оригинальные варианты написания: Attacotti, Atticoti, Attacoti, Atecotti, Atticotti, Ategutti и др.) — народность, которая опустошила Римскую Британию в период 364—368 гг. вместе со скоттами, пиктами, саксами, римскими дезертирами и бриттами. В 368 г. варваров разгромил Феодосий Старший. Войсковые римские соединения, состоящие из аттакоттов, упоминаются под датой 400 г. н. э. в Notitia Dignitatum. Известен также могильный камень солдата из племени Atecutti. Кроме того, этот народ дважды упоминает в своих сочинениях Святой Иероним, оба раза в негативном контексте как имеющий общих жён и как занимающийся каннибализмом.

## Аммиан: Римская Британия в 364—369 гг.
Историк Аммиан Марцеллин пишет о беспокойной ситуации в Британии в период 364—369 гг., живописует погрязшую в коррупции и предательстве местную администрацию, сотрудничество местных бриттских войск (en:Areani) с варварами, а также печальную ситуацию в римских войсках, откуда солдаты дезертировали и присоединялись к местным бандитам. Такая ситуация сложилась в результате провала попытки захвата власти Магненцием за десять лет до того, за чем последовали кровавые, зачастую произвольные репрессии, которые повёл Павел Катена в попытке искоренить потенциальных сторонников Магненция в Британии. Ситуацию усугубили политические махинации римского администратора Валентина.
Аммиан описывает нападающих как вооружённые группы, кочующие с места на место в поисках поживы. Им удалось убить одного римского офицера в случайном столкновении и ещё одного, попавшего в засаду. Поскольку в провинции не осталось надёжных сил, из Галлии было прислано подкрепление под командованием комита Феодосия, которому удалось быстро и беспощадно восстановить порядок.
Аммиан лишь эпизодически упоминает в своём сочинении различные племена Британии (аттакоттов, пиктов, скоттов и др.), не сообщая о них подробных сведений.

## Notitia Dignitatum: помощники римлян
Рукопись Notitia Dignitatum представляет собой список учреждений Римской империи начала V века. Он включает указания на местонахождения учреждений и их персонала (в том числе воинских соединений). Названия некоторых из соединений напоминают название племени Attacotti, упомянутое ранее Аммианом. В своей работе 1876 г. историк Отто Зеек (Otto Seeck) собрал различные варианты написания, как ему представлялось, одного и того же названия племени («Atecotti», «acecotti», «atecocti», «attecotti», «attcoetti», «[нечитаемо]ti» и «arecotti») в рукописи Notitia Dignitatum. В рукописи упоминались 4 соединения, связанных с аттакоттами:
- Atecotti
- Atecotti juniores Gallicani
- Atecotti Honoriani seniores
- Atecotti Honoriani juniores

Открытие относящегося к тому же времени погребального посвящения солдату из «соединения Ate[g, c]utti» в римском диоцезе Иллирик (Паннония) является свидетельством в поддержку данной реконструкции, поскольку Notitia Dignitatum помещает аттакотское соединение именно в этот диоцез.

## Святой Иероним: случайные упоминания
Святой Иероним, христианский апологет, дважды мимоходом упоминает аттакоттов. Его данные представляют особый интерес, поскольку он находился в римской Галлии в 365—369/70, в то время как известно, что до 368 г. аттакотты находились в Британии и могли вскоре после этого поступить на римскую военную службу. Таким образом, весьма вероятно, Иероним видел лично солдат родом из аттакоттов, и возможно, слышал рассказы римлян о недавних сражениях в Британии.
В своём «Письме Океану» Иероним призывает к ответственному отношению к браку, отмечая, что не следует вести себя подобно неразборчивым в половых связях аттакоттам, скоттам и людям платонова «Государства».
Аттакотты также упоминаются в его трактате «Против Иовиниана» в пассаже, который вызвал среди историков немало дебатов. В этом пассаже он говорит, что люди в разных регионах имеют различные пищевые пристрастия, поскольку в различных регионах существуют различные доступные источники пищи. В частности, он пишет следующее:
| Quid loquor de ceteris nationibus, cum ipse adolescentulus in Gallia viderim Atticotos, gentem Brittanicam humanis vesci carnibus et cum per silvas porcorum greges et armentorum pecudumque reperiant, pastorum nates et feminarum papillas solere abscindere et has solas ciborum delicias arbitrari? | Почему я должен говорить о других народах, когда я в юности видел аттикоттов, племя из Британии, (которые) ели человеческую плоть, а когда они обнаруживали в лесах стада свиней, рогатого скота и овец, они обычно отрезали ягодицы пастухов и соски пастушек, считая их единственным лакомством. |

Среди историков существуют различные толкования данного текста. По поводу каннибализма дискуссии спорными являются следующие вопросы:
1. в данном фрагменте Иероним утверждает, что был свидетелем каннибализма.
2. «vidirem» следует понимать скорее как «мне известно», чем как «я видел сам».
3. пассаж выглядит бессмысленным и не связанным с контекстом; не исключено, что проблема состоит в ошибке переписчика. Если бы о мясе говорилось не «humanis» (человеческий), а «inhumanis» (нечеловеческий, то есть животный), в этом контексте «pastorum nates» означало бы «бёдра жирных животных», а не «ягодицы пастухов», а «fœminarum papillas» означало бы «брюшина свиноматки» или «коровье вымя», а не «соски пастушек». В этом случае весь фрагмент звучал бы осмысленно и вполне в контексте рассказа о пищевых пристрастиях разных народов[9][10]. В целом текст достаточно достоверно описывает обычаи пастушеских народов, живших в Римской Британии того времени.

## De Situ Britanniae: ложное упоминание
en:De Situ Britanniae — подложная летопись о народах и местах Римской Британии. Впервые она была опубликована в 1757 г. вскоре после того, как её «обнаружили» в Лондоне в 1749 году. В течение почти столетия документ считался достоверным и служил практически единственным источником по истории древней Шотландии римского периода, историки часто цитировали ложную информацию из данного документа. Племя аттакоттов упоминалось в данной летописи, где в качестве места их проживания указывалась местность к северу от Ферт-оф-Клайда близ южной оконечности Лох-Ломонд, на территории современного шотландского графства Дамбертоншир.
Информация этой подложной летописи использовалась рядом историков XIX века, в том числе Э. Гиббоном, в сочетании с достоверными сведениями из римских источников, на основании чего последний выдвинул гипотезу о «расе каннибалов», некогда якобы обитавших в окрестностях современного Глазго.

## Возможная связь с ирландцами

### Историки Нового времени
Начиная примерно с XVII века, и тем более в XVIII веке ряд ирландских исследователей выдвинули предположения об ирландском происхождении аттакоттов. Гипотеза была основана на сходстве латинского названия племени Attacotti с древнеирландским aithechthúatha — общим обозначением ряда групп населения Ирландии, что означало примерно «податное население» или «вассальное население». В сочетании со сведениями об ирландских набегах на побережье Британии в позднеримский период, предполагалось, что одна из этих групп осталась в Британии и была предком народа, упомянутого Аммианом.
Дискуссии XVIII века носили в основном спекулятивный характер. К тому же, историки того времени не знали о примитивном ирландском языке, и основывали свои предположения, исходя из существенно более поздней формы языка — древнеирландского.
Прорыв в изучении ирландского языка в европейской лингвистике произошёл лишь во второй половине XIX века, и во многом связан с именем лингвиста Р. Турнейзена (1857—1940). В статье, посвящённой совершенно иному вопросу, Турнейзен мимоходом отметил, что термины Attacotti и aithechthúatha, по-видимому, не связаны друг с другом. Он предположил, что в протоирландском языке слову aithechthúatha соответствовала бы праформа *Ateûiācotōtās, которая, по его мнению, была слишком непохожа на слово Attacotti в поздних римских источниках.

### Современные историки
Современный историк Филип Рэнс (англ. Philip Rance) возобновил дискуссию об ирландском происхождении аттакоттов. Рэнс, однако, опирался не на этимологию слова, а скорее исследовал исторические и литературные источники на предмет возможных подтверждений его гипотезы, в частности, в связи с исторически засвидетельствованными набегами ирландцев на запад Британии и их поселениями в этой части, особенно на юге Уэльса. Рэнс отмечает, что как раннесредневековая ирландская, так и уэльская (бриттская) литература говорят о миграции неких групп ирландцев в указанный период, а именно дессов, которых, по его предположению, можно отождествить с упоминавшимися выше «aithechthúatha». Рэнс датирует их миграцию приблизительно 350—450 гг. (для сравнения, упоминания аттакоттов в римских источниках относятся к 360—400 гг.).